# Array Halbach
Un Array Halbach è una particolare unione, o layout, di magneti permanenti disposta in modo da rafforzare il campo magnetico lungo una faccia dell'array e nel  contempo nel cancellare per interferenza il campo magnetico nella faccia opposta. Nel disegno il campo magnetico è rafforzato nel lato inferiore e cancellato nel lato superiore. Il disegno (sulla faccia anteriore, sinistra, alto, destra, basso) può continuare all'infinito senza problemi. È un procedimento simile alla disposizione di magneti a forma di ferro di cavallo disposti alternativamente con la polarità invertita.
L'effetto venne individuato da Mallison nel 1973 e descritto come "magnetic curiosity" (curiosità magnetica) anche se lo scopritore segnalò che il modello poteva essere utilizzato per incrementare l'efficienza della tecnologia di registrazione su nastro. Mallinson notò che ogni array con i componenti x e y 
in fase di π/2 causavano un flusso magnetico solo da un lato, o in formula di funzione sin(kx), -cos(kx). Successivamente questo effetto venne scoperto indipendentemente da Halbach, che lo utilizzò negli acceleratori di particelle.
Questi elementi sono componenti fondamentali della tecnologia utilizzata per i maglev Inductrack. Questi treni richiedono potenza elettrica solo per il movimento del convoglio. Gli array Halbach respingono le linee di forza generate dai fili sepolti nella tratta ferroviaria sollevando il convoglio.
Gli array Halbach sono stati sviluppati originariamente in forma di cilindri: i cilindri Halbach.